# 兰芝利 (科罗拉多州)
兰芝利（英語：Rangely），是美国科罗拉多州里奥布兰科县下属的一座城市。建市于1946年8月27日，面积大约为4.15平方英里（10.75平方公里）。根据2010年美国人口普查，该市有人口2,365人。2011年估计该市有人口2,405人，相比2010年人口增长率为1.69%。同时，论人口该市是科罗拉多州第102大城市。